# ジェルジ・テレベシ
ジェルジ・テレベシ（György Terebesi, 1934年7月23日 - ）は、ハンガリー出身のヴァイオリン奏者。「ジェルジ・テレベジ」と表記されることもある。1970年にドイツ国籍を取得したが、1986年以降はカナダに帰化している。

## 経歴
ブダペストの生まれ。1948年に地元の音楽院(現バルトーク音楽院)に入学し、1950年からリスト・フェレンツ音楽大学でヴァイオリンを学んだ。1956年にハンガリーを出て、1957年から1959年までパリでヴァイオリンの研鑽を積んだ。その後はパリ、ナンシーやモンテカルロでリサイタル等を開いて成功をおさめ、ミュンヘン、プフォルツハイムやフランクフルトなどドイツ各地のオーケストラのコンサートマスターも務めた。1971年からカナディアン・アマチュア・ミュージシャンズからヴァイオリン教師として招聘を受ける。1981年にはケベックに移住し、ラヴァル大学の教授となった。1982年にはラヴァル弦楽四重奏団を創設し、第一ヴァイオリン奏者を務める。